# Амруш, Адель
Адель Амруш (фр. Adel Amrouche; араб. لعادل عمروش‎ 7 марта 1968 года, Алжир) — алжирский и бельгийский футболист, тренер и функционер.

## Биография
Начинал свою карьеру на родине. В 24 года переехал в Европуц, где Амруш выступал за австрийские и бельгийские команды. После завершения карьеры остался жить в Бельгии, где он несколько лет занимал должность генерального директора клуба «Юнион».
В 2002 году алжирец начал свою тренерскую карьеру в коллективе из Демократической Республики Конго «Мотема Пембе». Его он приводил к победе в чемпионате и в кубке страны.
Некоторое время Амруш работал на территории постсоветского пространства. В 2005 году он занимал должность технического директора в украинской «Волынь», а чуть позднее он руководил Азербайджанским «Гянджларбирлийи». Специалист также работал с рядом африканских сборными: Экваториальной Гвинеи (2004), Бурунди (2007—2012), Кенией (2013—2014), Ливией (2018). В августе 2019 года он возглавил сборную Ботсваны.

## Достижения
- Чемпион ДР Конго: 2004
- Обладатель Кубка ДР Конго (2): 2003, 2006
- Обладатель Кубка КЕСАФА: 2013